# Hanbi
Hanbi, Hanbu o Hanpa és, segons la mitologia sumèria i accàdia, un déu del mal, rei de tots els esperits malignes, i pare de Pazuzu i Huwawa. Sembla que el va crear el déu An.